# Carol Feeney
Carol Feeney (* 4. Oktober 1964 in Oak Park, Illinois) ist eine ehemalige US-amerikanische Ruderin.  
Feeney gewann 1986 mit dem Achter der University of Wisconsin die NCAA-Meisterschaften. Im gleichen Jahr belegte sie mit dem US-Achter den vierten Platz bei den Ruder-Weltmeisterschaften 1986. Drei Jahre später erreichte sie bei den Weltmeisterschaften 1989 abermals mit dem Achter das Finale und belegte den sechsten Platz. Bei den Ruder-Weltmeisterschaften 1991 in Wien belegte sie mit dem Achter den vierten Platz. 1992 wechselte sie in den Vierer ohne Steuerfrau, der in der Besetzung Shelagh Donohoe, Cynthia Eckert, Amy Fuller und Carol Feeney bei den Olympischen Spielen 1992 in Barcelona Silber hinter der Kanadierinnen und vor den Deutschen gewann.
Feeney war später Lehrerin an einer Schule in Arlington, Massachusetts.